# Daxerbach
Der Daxerbach ist ein Fließgewässer im bayerischen Landkreis Rosenheim. Der kurze linke Zufluss zum Baumiglbach entsteht im bayrischen Voralpenland bei Kohlstatt und fließt südwärts. Wenig nach seiner Zumündung mündet der Baumiglbach von rechts in Aubach.